# Kypello Ellados 2017-2018
La Coppa di Grecia 2017-2018 è stata la 76ª edizione del torneo. La competizione è iniziata il 20 agosto 2017 ed è terminata il 12 maggio 2018. La squadra campione in carica era il PAOK, che ha riconfermato la sua supremazia nel torneo vincendo il titolo per la sesta volta nella sua storia.

## Formula
Alla coppa partecipano i club dei due maggiori campionati greci. Dopo un turno preliminare estivo, i 32 club sono raggruppati in otto gironi con gare di sola andata. Il torneo prosegue poi con turni di andata e ritorno fino alla finale secca.

## Turno preliminare
| Squadra 1                       | Totale      | Squadra 2 | Andata | Ritorno |
| ------------------------------- | ----------- | --------- | ------ | ------- |
| 20 agosto 2017 / 30 agosto 2017 |             |           |        |         |
| Aiginiakos                      | 2 - 2 (gfc) | GAS Veria | 1 - 0  | 1 - 2   |

## Fase a gironi
| Gruppo | 1ª fascia     | 2ª fascia        | 3ª fascia           | 4ª fascia         |
| ------ | ------------- | ---------------- | ------------------- | ----------------- |
| A      | Platanias     | Apollōn Smyrnīs  | OFI Creta           | Īraklīs           |
| B      | PAOK          | Levadeiakos      | Apollōn Kalamarias  | Aiginiakos        |
| C      | AEK Atene     | Lamia            | Apollōn Larissa     | Kallithea         |
| D      | Atromītos     | Kerkyra          | Trikala             | Sparta            |
| E      | Olympiacos    | Asteras Tripolīs | Acharnaïkos         | Chania-Kissamikos |
| F      | Xanthi        | Panaitōlikos     | Ergotelīs           | Panserraïkos      |
| G      | Paniōnios     | PAS Giannina     | Arīs Salonicco      | Panaigialeios     |
| H      | Panathīnaïkos | Larissa          | Anagennīsī Karditsa | Panachaïkī        |

Le tre giornate si giocano rispettivamente il 19-20-21 settembre, il 24-25-26 ottobre e il 28-29-30 novembre 2017.

### Girone A
| Squadra         | P.ti | G | V | N | P | GF | GS | DR |
| --------------- | ---- | - | - | - | - | -- | -- | -- |
| OFI Creta       | 9    | 3 | 3 | 0 | 0 | 6  | 1  | +5 |
| Platanias       | 6    | 3 | 2 | 0 | 1 | 4  | 1  | +3 |
| Apollōn Smyrnīs | 3    | 3 | 1 | 0 | 2 | 4  | 3  | +1 |
| Īraklīs         | 0    | 3 | 0 | 0 | 3 | 0  | 9  | -9 |

| 1ª giornata     |       |                 |
| Platanias       | 1 - 0 | Apollōn Smyrnīs |
| Īraklīs         | 0 - 3 | OFI Creta       |
| 2ª giornata     |       |                 |
| OFI Creta       | 1 - 0 | Platanias       |
| Apollōn Smyrnīs | 3 - 0 | Īraklīs         |
| 3ª giornata     |       |                 |
| OFI Creta       | 2 - 1 | Apollōn Smyrnīs |
| Īraklīs         | 0 - 3 | Platanias       |

### Gruppo B
| Squadra            | P.ti | G | V | N | P | GF | GS | DR  |
| ------------------ | ---- | - | - | - | - | -- | -- | --- |
| PAOK               | 9    | 3 | 3 | 0 | 0 | 8  | 1  | +7  |
| Levadeiakos        | 6    | 3 | 2 | 0 | 1 | 8  | 3  | +5  |
| Apollōn Kalamarias | 3    | 3 | 1 | 0 | 2 | 2  | 3  | -1  |
| Aiginiakos         | 0    | 3 | 0 | 0 | 3 | 0  | 11 | -11 |

| 1ª giornata        |       |                    |
| PAOK               | 2 - 1 | Levadeiakos        |
| Aiginiakos         | 0 - 1 | Apollōn Kalamarias |
| 2ª giornata        |       |                    |
| Apollōn Kalamarias | 0 - 1 | PAOK               |
| Levadeiakos        | 5 - 0 | Aiginiakos         |
| 3ª giornata        |       |                    |
| Apollōn Kalamarias | 1 - 2 | Levadeiakos        |
| Aiginiakos         | 0 - 5 | PAOK               |

### Gruppo C
| Squadra         | P.ti | G | V | N | P | GF | GS | DR  |
| --------------- | ---- | - | - | - | - | -- | -- | --- |
| AEK Atene       | 9    | 3 | 3 | 0 | 0 | 12 | 2  | +10 |
| Lamia           | 6    | 3 | 2 | 0 | 1 | 3  | 2  | +1  |
| Apollōn Larissa | 3    | 3 | 1 | 0 | 2 | 2  | 10 | -8  |
| Kallithea       | 0    | 3 | 0 | 0 | 3 | 3  | 6  | -3  |

| 1ª giornata     |       |                 |
| AEK Atene       | 2 - 0 | Lamia           |
| Kallithea       | 1 - 2 | Apollōn Larissa |
| 2ª giornata     |       |                 |
| Apollōn Larissa | 0 - 7 | AEK Atene       |
| Lamia           | 1 - 0 | Kallithea       |
| 3ª giornata     |       |                 |
| Apollōn Larissa | 0 - 2 | Lamia           |
| Kallithea       | 2 - 3 | AEK Atene       |

### Gruppo D
| Squadra   | P.ti | G | V | N | P | GF | GS | DR  |
| --------- | ---- | - | - | - | - | -- | -- | --- |
| Atromītos | 7    | 3 | 2 | 1 | 0 | 6  | 1  | +5  |
| Trikala   | 5    | 3 | 1 | 2 | 0 | 4  | 2  | +2  |
| Kerkyra   | 4    | 3 | 1 | 1 | 1 | 6  | 2  | +4  |
| Sparta    | 0    | 3 | 0 | 0 | 3 | 2  | 13 | -11 |

| 1ª giornata |       |           |
| Atromītos   | 1 - 0 | Kerkyra   |
| Sparta      | 1 - 3 | Trikala   |
| 2ª giornata |       |           |
| Trikala     | 1 - 1 | Atromītos |
| Kerkyra     | 6 - 1 | Sparta    |
| 3ª giornata |       |           |
| Trikala     | 0 - 0 | Kerkyra   |
| Sparta      | 0 - 4 | Atromītos |

### Gruppo E
| Squadra           | P.ti | G | V | N | P | GF | GS | DR |
| ----------------- | ---- | - | - | - | - | -- | -- | -- |
| Olympiacos        | 7    | 3 | 2 | 1 | 0 | 6  | 2  | +4 |
| Asteras Tripolīs  | 6    | 3 | 2 | 0 | 1 | 6  | 3  | +3 |
| Chania-Kissamikos | 3    | 3 | 1 | 1 | 1 | 3  | 3  | 0  |
| Acharnaïkos       | 0    | 3 | 0 | 0 | 3 | 0  | 7  | -7 |

| 1ª giornata       |       |                   |
| Olympiacos        | 2 - 1 | Asteras Tripolīs  |
| Chania-Kissamikos | 1 - 0 | Acharnaïkos       |
| 2ª giornata       |       |                   |
| Acharnaïkos       | 0 - 3 | Olympiacos        |
| Asteras Tripolīs  | 2 - 1 | Chania-Kissamikos |
| 3ª giornata       |       |                   |
| Acharnaïkos       | 0 - 3 | Asteras Tripolīs  |
| Chania-Kissamikos | 1 - 1 | Olympiacos        |

### Gruppo F
| Squadra      | P.ti | G | V | N | P | GF | GS | DR |
| ------------ | ---- | - | - | - | - | -- | -- | -- |
| Xanthi       | 9    | 3 | 3 | 0 | 0 | 8  | 3  | +5 |
| Panaitōlikos | 6    | 3 | 2 | 0 | 1 | 7  | 2  | +5 |
| Panserraïkos | 3    | 3 | 1 | 0 | 2 | 3  | 4  | -1 |
| Ergotelīs    | 0    | 3 | 0 | 0 | 3 | 2  | 11 | -9 |

| 1ª giornata  |       |              |
| Xanthi       | 2 - 0 | Panaitōlikos |
| Panserraïkos | 2 - 0 | Ergotelīs    |
| 2ª giornata  |       |              |
| Ergotelīs    | 2 - 4 | Xanthi       |
| Panaitōlikos | 2 - 0 | Panserraïkos |
| 3ª giornata  |       |              |
| Ergotelīs    | 0 - 5 | Panaitōlikos |
| Panserraïkos | 1 - 2 | Xanthi       |

### Gruppo G
| Squadra        | P.ti | G | V | N | P | GF | GS | DR |
| -------------- | ---- | - | - | - | - | -- | -- | -- |
| PAS Giannina   | 5    | 3 | 1 | 2 | 0 | 5  | 2  | +3 |
| Paniōnios      | 4    | 3 | 1 | 1 | 1 | 3  | 3  | 0  |
| Arīs Salonicco | 4    | 3 | 1 | 1 | 1 | 3  | 3  | 0  |
| Panaigialeios  | 3    | 3 | 1 | 0 | 2 | 1  | 4  | -3 |

| 1ª giornata    |       |                |
| Paniōnios      | 1 - 1 | PAS Giannina   |
| Panaigialeios  | 0 - 1 | Arīs Salonicco |
| 2ª giornata    |       |                |
| Arīs Salonicco | 1 - 2 | Paniōnios      |
| PAS Giannina   | 3 - 0 | Panaigialeios  |
| 3ª giornata    |       |                |
| Arīs Salonicco | 1 - 1 | PAS Giannina   |
| Panaigialeios  | 1 - 0 | Paniōnios      |

### Gruppo H
| Squadra             | P.ti | G | V | N | P | GF | GS | DR |
| ------------------- | ---- | - | - | - | - | -- | -- | -- |
| Panathīnaïkos       | 7    | 3 | 2 | 1 | 0 | 5  | 2  | +3 |
| Larissa             | 4    | 3 | 1 | 1 | 1 | 3  | 2  | +1 |
| Panachaïkī          | 4    | 3 | 1 | 1 | 1 | 2  | 4  | -2 |
| Anagennīsī Karditsa | 1    | 3 | 0 | 1 | 2 | 1  | 3  | -2 |

| 1ª giornata         |       |                     |
| Panathīnaïkos       | 2 - 0 | Larissa             |
| Panachaïkī          | 1 - 0 | Anagennīsī Karditsa |
| 2ª giornata         |       |                     |
| Anagennīsī Karditsa | 1 - 2 | Panathīnaïkos       |
| Larissa             | 3 - 0 | Panachaïkī          |
| 3ª giornata         |       |                     |
| Anagennīsī Karditsa | 0 - 0 | Larissa             |
| Panachaïkī          | 1 - 1 | Panathīnaïkos       |

## Ottavi di finale

### Squadre
| Gruppo | Testa di serie | Non testa di serie |
| ------ | -------------- | ------------------ |
| A      | OFI Creta      | Platanias          |
| B      | PAOK           | Levadeiakos        |
| C      | AEK Atene      | Lamia              |
| D      | Atromītos      | Trikala            |
| E      | Olympiacos     | Asteras Tripolīs   |
| F      | Xanthi         | Panaitōlikos       |
| G      | PAS Giannina   | Paniōnios          |
| H      | Panathīnaïkos  | Larissa            |

### Risultati
| Squadra 1                                     | Totale | Squadra 2     | Andata | Ritorno |
| --------------------------------------------- | ------ | ------------- | ------ | ------- |
| 19-20-21 dicembre 2017 / 9-10-11 gennaio 2018 |        |               |        |         |
| Platanias                                     | 0 - 4  | Olympiacos    | 0 - 2  | 0 - 2   |
| Asteras Tripolīs                              | 0 - 2  | Atromītos     | 0 - 1  | 0 - 1   |
| Levadeiakos                                   | 1 - 4  | PAS Giannina  | 1 - 0  | 0 - 4   |
| Lamia                                         | 4 - 2  | Panathīnaïkos | 4 - 1  | 0 - 1   |
| Panaitōlikos                                  | 0 - 5  | AEK Atene     | 0 - 4  | 0 - 1   |
| Trikala                                       | 2 - 7  | PAOK          | 1 - 5  | 1 - 2   |
| Paniōnios                                     | 3 - 0  | OFI Creta     | 2 - 0  | 1 - 0   |
| Larissa                                       | 3 - 2  | Xanthi        | 3 - 0  | 0 - 2   |

## Quarti di finale
| Squadra 1                         | Totale | Squadra 2 | Andata | Ritorno     |
| --------------------------------- | ------ | --------- | ------ | ----------- |
| 24-25 gennaio / 7-8 febbraio 2018 |        |           |        |             |
| Olympiacos                        | 1 - 2  | AEK Atene | 0 - 0  | 1 - 2       |
| PAOK                              | 5 - 1  | Atromītos | 2 - 0  | 3 - 1       |
| Paniōnios                         | 5 - 1  | Lamia     | 1 - 0  | 4 - 1       |
| PAS Giannina                      | 3 - 5  | Larissa   | 1 - 2  | 2 - 3 (dts) |

## Semifinali
| Squadra 1                         | Totale      | Squadra 2 | Andata | Ritorno |
| --------------------------------- | ----------- | --------- | ------ | ------- |
| 28 febbraio 2018 / 17 aprile 2018 |             |           |        |         |
| Paniōnios                         | 2 - 6       | PAOK      | 1 - 3  | 1 - 3   |
| 1º marzo 2018 / 18 aprile 2018    |             |           |        |         |
| Larissa                           | 2 - 2 (gfc) | AEK Atene | 2 - 1  | 0 - 1   |

## Finale
| Arbitro: | David Fernández Borbalán |

|  |           |                            |
|  | Marcatori | 65’ Vieirinha 90+3’ Pelkas |